# Davis Promontory
Davis Promontory är en udde i Antarktis. Den ligger i Västantarktis. Inget land gör anspråk på området.
Terrängen inåt land är platt söderut, men norrut är den kuperad. Trakten är obefolkad. Det finns inga samhällen i närheten.